# Karine Guerra
 Karine Guerra de Souza Fonseca (Caxias do Sul, 25 de fevereiro de 1979) é uma voleibolista indoor brasileira, atuante na posição de Levantadora, com marca de alcance no ataque de 289 cm e 279 cm no bloqueio, com vasta experiência nacional e internacional. Em clubes conquistou a medalha de bronze no extinto Torneio Internacional Salonpas Cup de 2007, disputou a edição da Liga dos Campeões da Europa 2008-09, foi bicampeã do Campeonato Sul-Americano de Clubes nos anos de 2011 e 2012; sagrou-se medalhista de ouro no Campeonato Mundial de Clubes de 2014 na Suíça, medalhista de bronze na edição do ano de 2011 e semifinalista no ano de 2014.

## Carreira
Filha de professor de Educação Física, iniciou juntamente com suas duas irmãs na natação e na fase escolar ocorreram seus os primeiros contatos com outras modalidades, praticou natação, ginástica olímpica, futebol atletismo, voleibol e basquetebol, sendo que estes dois últimos ela priorizou na época, até quem fez a opção apenas pelo voleibol.
Na fase escolar representou a equipe do Colégio La Salle.Ingressou nas categorias de base da Sogipa permanecendo no período de 1992 a 1995, conquistando sob o comando do técnico Osmar Pohl o tetracampeonato gaúcho na categoria mirim.
Em seguida transferiu-se para a SEB/Brusque para atuar na temporada de 1996. Foi contratada para integrar p elenco juvenil da  Recreativa/SP em 1998, cujo técnico era Antônio Rizola, após o Campeonato Paulista de 1998 o clube enfrentou sérios problemas com patrocínios e com elenco juvenil disputou a Superliga Brasileira A 1998-99, chance para Karine disputar a elite nacional pela primeira vez e time finalizou na décima primeira colocação.
Transferiu-se para as categorias de base da AFV/Franca competindo no período de 1999 a 2001.Em 2001 atuou pelo clube gaúcho do Bento Gonçalves.Pela primeira vez deixa o país para atuar na temporada 2004-05 no voleibol espanhol, defendendo o Alvemaca Excentric  e por este finalizou na oitava posição na Superliga Espanhola A correspondente.
Foi convocada para Seleção Gaúcha em 2004 para disputar o Campeonato Brasileiro de Seleções, na categoria juvenil da primeira divisão, sediado em Maceió e sagrou-se campeã.
Com o patrocínio do Centro Universitário Barão de Mauá, retornou para a Barão de Mauá/Recra,  conquistando o título dos Jogos Regionais na cidade de Sertãozinho em 2005 e disputou o Campeonato Paulista de 2005.
No período esportivo 2005-06 atuou pela ASBS/Suzano e por este disputou a Superliga Brasileira A encerrando na nona posição.Também foi atleta da ADCM São Bernardo em 2006 conquistando o vice-campeonato dos Jogos Regionais de Caieiras e disputou o Campeonato Paulista de 2006 por este time.
Atuou pelo Pinheiros/Blue Life  na Superliga Brasileira A 2006-07 encerrando na sexta posição.
Ainda na temporada 2006-07 foi contratada pelo clube italiano Brunelli Volley Nocera Umbra para disputar a reta final da Liga A2 Italiana, participando de doze jogos, registrando 39 pontos, ocasião que finalizou na oitava colocação e alcançou o quinto lugar na Copa A2 Itália.
Na temporada 2007-08 foi repatriada pelo Fiat/Minas , e este clube representou a cidade de Resende (RJ) no Campeonato Carioca de 2007, com a alcunha de Fiat/Minas-Resende, finalizando com o vice-campeonato.Por este clube conquistou o bronze na Copa Brasil de 2007, além do bronze no extinto Torneio Internacional Salonpas Cup de 2007 em São Paulo; também disputou a Superliga Brasileira A 2007-08 finalizando em sexto lugar.
Não renovou com o clube mineiro, pois, recebeu uma proposta do voleibol espanhol e  assinou contrato com o Tubillete.com/Tenerife Marichal para competir no período esportivo 2008-09 alcançando a sexta posição na correspondente Superliga Espanhola A e sagrou-se campeã da Supercopa da Espanha em 2008.Ainda pelo clube espanhol disputou a Liga dos Campeões da Europa 2008-09 alcançando apenas a quarta colocação na fase de classificação de grupos.
De volta ao voleibol brasileiro, passa a atuar pela Cativa Oppnus/Brusque na temporada 2009-10 conquistando o título do Torneio Nacional de Clubes Feminino ou I Copa Cativa/Oppnus de 2009;por este disputou e obteve o título da Liga Nacional de Voleibol em 2009 e no mesmo ano conquista de forma invicta na 49ª edição dos  Jogos Abertos de Santa Catarina (Jasc), representando a cidade de Pomerode e também o título do Campeonato Catarinense de 2009.
Pelo clube catarinense disputou a Superliga Brasileira A 2009-10 contribuiu para a classificação da equipe às quartas de final da edição e encerrou na oitava posição e nas estatísticas foi a oitava Melhor Levantadora.
Transferiu-se para o Pinheiros/Mackenzie e disputou as competições de 2010-11, sagrando-se campeã do Campeonato Paulista de 2010 e disputou a referente Superliga Brasileira A por este clube e encerrou na quarta posição nesta competição, mesmo não sendo titular ficou abaixo das oito melhores levantadoras da edição.
Na temporada 2011-12 defendeu o  Sollys/Osasco , conquistando o título do Campeonato Sul-Americano de Clubes de 2011 sediado  em Osasco, Brasil, e foi premiada como a Melhor Levantadora da edição além de obter  qualificação para o Campeonato Mundial de Clubes no mesmo ano ; o referido Mundial de Clubes ocorreu em  Doha-Qatar, vestindo a camisa #7 deste clube disputou esta competição    alcançando a medalha de bronze.
Pelo Sollys/Osasco sagrou-se campeã da Copa São Paulo de 2011 e obteve o vice-campeonato paulista de 2011 e conquistou o título da Superliga Brasileira A 2011-12.
Com contrato renovado continuou defendendo o Sollys/Osasco na temporada 2012-13, conquistou o bicampeonato do Campeonato Paulista de 2012 de forma invicta e neste ano disputou sua segunda edição do Campeonato Mundial de Clubes, novamente em Doha no Qatar, vestindo a camisa#7 conquistou seu primeiro título na competição.E por esta equipe chegou a sua segunda final consecutiva na Superliga Brasileira A 2012-13, mas não obteve o bicampeonato, encerrando na segunda posição.
Novamente em sua carreira é contratada por um clube europeu, desta vez atuou no voleibol Suíço, disputando a jornada 2013-14 pelo Voléro Zürich e conquistou o título da Liga A Suíça e da Copa Suíça.Por este time disputou a Liga dos Campeões da Europa de 2014, avançou a fase dos Playoffs 6 finalizando na quinta colocação ; também disputou a edição do Campeonato Mundial de Clubes de 2014 em Zurique, quando vestiu a camisa#2 da equipe que finalizou na quarta colocação final e nas estatísticas finalizou na sexta posição entre as melhores levantadoras.
Repatriada pelo Dentil/Praia Clube competiu no período esportivo 2014-15 e por este sagrou-se  campeã do Campeonato Mineiro de 2014 e também disputou a Superliga Brasileira A 2014-15 e na Superliga Brasileira A 2014-15 encerrou na quinta posição. Em 2015 encerrou por este clube na sétima colocação na Copa Brasil em Cuiabá.
Durante a reta final da Superliga Brasileira 2014-15 foi anunciado sua gravidez e jogou até a última participação do clube na competição.Sua primeira filha Anna nasceu em agosto de 2015, fruto do relacionamento com Eduardo Fonseca ficando inativa na temporada 2015-16.
Em 2016 foi uma das homenageadas no Evento da Passagem da Tocha Olímpica, por suas contribuições ao esporte caxiense.Foi anunciada como reforço do Camponesa/Minas para as competições do calendário esportivo 2016-17e conquistou o vice-campeonato na edição da Copa Brasil de 2017 em Campinas.
Na temporada de 2017-18 continuou no Camponesa/Minas conquistando a medalha de prata na Supercopa Brasil de 2017e título do Campeonato Mineiro de 2017, depois anunciou sua segunda gestação, e aos seis meses de gestação disputou a edição do Campeonato Sul-Americano de Clubes de 2018 realizado em Belo Horizonte.

## Títulos e resultados
- Campeonato Mundial de Clubes:2014[72]
- Supercopa da Espanha:2008 [37]
- Superliga Brasileira A:2011-12[61]
- Superliga Brasileira A:2012-13[65]
- Superliga Brasileira A:2010-11[53]
- Copa Brasil:2017[86]
- Supercopa Brasileira de Voleibolː2017[87]
- Campeonato Mineiro: 2017 [88]
- Campeonato Suíço:2013-14[66]
- Copa Suíça:2013[66]
- Liga Nacional de Voleibol:2009[42]
- Copa Brasil:2007[29]
- Campeonato Mineiro:2014[77]
- Campeonato Catarinense:2009[46]
- Campeonato Paulista:2010[51],2012[62]
- Campeonato Paulista:2007[27],2011[60]
- Copa Cativa/Oppnus:2009[41]
- Copa São Paulo:2011[59]
- Jasc:2009[45]
- Jogos Regionais de São Paulo:2005[14]
- Jogos Regionais de São Paulo:2006[20]
- Campeonato Brasileiro de Seleções Juvenil (Primeira Divisão):2004[12]
- Campeonato Gaúcho Mirim:1992,1993,1994 e 1995 [3]

## Premiações individuais
- Melhor Levantadora do Campeonato Sul-Americano de Clubes de 2011[56]